# Peščene sipine (sura)
Peščene sipine (arabsko Al-Ahqaf) je 46. sura (poglavje) v Koranu, ki jo sestavlja 35 ajatov (verzov). Je meška sura.
Med opravljanjem molitve (salata oz. namaza) pri tej suri verniki opravijo 4 ruku'jev (priklonov).